# Mike Rockenfeller
Mike Rockenfeller (Neuwied, 13 ottobre 1983) è un pilota automobilistico tedesco, ha corso nel Deutsche Tourenwagen Masters dal 2007 al 2021, dove nel 2013 ha vinto il campionato.
Nel 2005 ha vinto la classifica GT2 del campionato FIA GT e nel 2008 nella classe LMP1 della Le Mans Series. Nel 2010 ha vinto la 24 Ore di Le Mans con l'Audi e la 24 Ore di Daytona con la Riley Technologies motorizzata Porsche.

## Carriera

### Gli Inizi, Pilota Porsche
Rockenfeller come molti piloti della sua età ha iniziato a gareggiare in kart da giovanissimo, all'età di 11 anni. Nel 2001 è passato alle corse in monoposto correndo nella Formula König. L'anno seguente diventa pilota Junior della Porsche correndo negli anni successivi Carrera Cup tedesca e debuttando nella Petit Le Mans. Nel 2004 ha vinto la Porsche Carrera Cup tedesca ed ha esordito, sempre con il costruttore tedesco nella 12 Ore di Sebring, nella 1000 km del Nürburgring e nella 24 Ore di Le Mans.
Nel 2005 Rockenfeller diventa pilota ufficiale della Porsche, in quel anno, in coppia con Marc Lieb, vince il titolo di classe GT2 del Campionato FIA GT. Lo stesso anno alla guida della Porsche 911 GT3-RSR ottiene la vittoria della 24 Ore di Le Mans 2005, sempre nella classe GT2.

### Pilota Audi
Inaspettatamente, nel 2007 lascia la Porsche e diventa pilota ufficiale del marchio Audi. Rockenfeller con il supporto del nuovo marchio esordisce nel Deutsche Tourenwagen Masters (DTM). Inoltre partecipa alla 24 Ore di Le Mans, nella classe regina, ovvero la LMP1. Nel 2008 in coppia con Alexandre Prémat ottiene il titolo nella Le Mans Series davanti alla Peugeot 908 HDi FAP di Nicolas Minassian e Marc Gené.
Dopo un 2009 senza grandi risultati, nel 2010 ottiene sia la vittoria nella 24 Ore di Daytona e nella 24 Ore di Le Mans, per Rockenfeller e la seconda vittoria a Le Mans, la prima nel assoluto. A Le Mans partecipa altri due anni nella classe LMP1 con l'Audi R18 TDI, nel 2012 ottiene il terzo posto assoluto.
Nel 2013, alla settima stagione nel DTM ottiene la vittoria del campionato davanti ad Augusto Farfus e Bruno Spengler. Rockenfeller rimane nella serie tedesca fino il 2021, collezionando sei vittorie, trentasei podi e sette pole potions. Con il ritiro dal DTM, il pilota tedesco lascia anche l'Audi dopo quindici anni.

### Pilota Chevrolet Corvette e Cadillac
Dal 2016 partecipa le corse endurance per il team Corvette Racing nella clase GT, con la Chevrolet Corvette C7.R ottiene la vittoria della 12 Ore di Sebring nel 2017, il quarto posto nella 24 Ore di Le Mans 2018, mentre nella 24 Ore di Daytona ottiene il terzo posto nel 2018 e il secondo nel 2016. Per la 24 Ore di Daytona 2021 torna a competere a guida dei prototipi, con Jimmie Johnson, Kamui Kobayashi e Simon Pagenaud porta in pista la Cadillac DPi-V.R del team Ally Cadillac Racing. L'equipaggio ottiene il secondo posto nella storica corsa.

### NASCAR e progetto GPT
Nel 2022, Rockenfeller partecipa a due corse della NASCAR Cup Series, nel 2023 prende parte al progetto del team Garage 56, ovvero portare alla 24 Ore di Le Mans la Camaro NASCAR insieme al campione del mondo di Formula 1, Jenson Button e al sette volte campione Nascar, Jimmie Johnson. Lo stesso anno prende parte al programma GTP, nel Campionato IMSA del team JDC-Miller MotorSports, guidando la Porsche 963 (LMDh) con Tijmen van der Helm.

## Risultati

### Risultati nella 24 Ore di Le Mans
| Anno | Squadra                  | Co-piloti                    | Vettura                 | Classe  | Giri | Pos. di Classe | Pos. Assol. |
| ---- | ------------------------ | ---------------------------- | ----------------------- | ------- | ---- | -------------- | ----------- |
| 2004 | Orbit Racing             | Marc Lieb Leo Hindery        | Porsche 911 GT3-RS      | GT      | 223  | Rit            | Rit         |
| 2005 | Alex Job Racing          | Marc Lieb Leo Hindery        | Porsche 911 GT3-RSR     | GT2     | 332  | 10º            | 1º          |
| 2007 | Audi Sport Team Joest    | Lucas Luhr Alexandre Prémat  | Audi R10 TDI            | LMP1    | 23   | Rit            | Rit         |
| 2008 | Audi Sport Team Joest    | Lucas Luhr Alexandre Prémat  | Audi R10 TDI            | LMP1    | 374  | 4º             | 4º          |
| 2009 | Audi Sport North America | Marco Werner Lucas Luhr      | Audi R15 TDI            | LMP1    | 104  | Rit            | Rit         |
| 2010 | Audi Sport North America | Timo Bernhard Romain Dumas   | Audi R15 TDI plus       | LMP1    | 397  | 1º             | 1º          |
| 2011 | Audi Sport Team Joest    | Timo Bernhard Romain Dumas   | Audi R18 TDI            | LMP1    | 116  | Rit            | Rit         |
| 2012 | Audi Sport North America | Oliver Jarvis Marco Bonanomi | Audi R18 ultra          | LMP1    | 375  | 3º             | 3º          |
| 2018 | Corvette Racing - GM     | Jan Magnussen Antonio García | Chevrolet Corvette C7.R | GTE Pro | 342  | 18º            | 4º          |
| 2019 | Corvette Racing          | Jan Magnussen Antonio García | Chevrolet Corvette C7.R | GTE Pro | 337  | 28º            | 8º          |

### Risultati nella 24 Ore di Daytona
| Anno | Squadra                           | Co-piloti                                        | Vettura                 | Classe | Giri | Pos. di Classe | Pos. Assol. |
| ---- | --------------------------------- | ------------------------------------------------ | ----------------------- | ------ | ---- | -------------- | ----------- |
| 2004 | Flying Lizard Motorsports         | Lonnie Pechnik Seth Neiman                       | Porsche 996 GT3 Cup     | GT     | 523  | 2º             | 3º          |
| 2005 | Brumos Racing                     | Hurley Haywood Timo Bernhard Romain Dumas        | Fabcar FDSC/03-Porsche  | DP     | 432  | Rit            | Rit         |
| 2006 | Alex Job Racing/Emory Motorsports | Patrick Long Lucas Luhr                          | Crawford DP03-Porsche   | DP     | 731  | 3º             | 3º          |
| 2008 | SAMAX                             | Allan McNish Lucas Luhr Henry Zogaib             | Riley Mk. XI-Pontiac    | DP     | 233  | Rit            | Rit         |
| 2010 | Action Express Racing             | João Barbosa Terry Borcheller Ryan Dalziel       | Riley Mk. XI-Porsche    | DP     | 755  | 1º             | 1º          |
| 2012 | Flying Lizard Motorsports         | Jörg Bergmeister Patrick Long Seth Neiman        | Porsche 997 GT3 Cup     | GT     | 706  | 15º            | 26º         |
| 2013 | Action Express Racing             | João Barbosa Christian Fittipaldi Burt Frisselle | Coyote Corvette DP      | DP     | 708  | 4º             | 4º          |
| 2014 | Spirit of Daytona Racing          | Michael Valiante Richard Westbrook               | Coyote Corvette DP      | P      | 693  | 4º             | 4º          |
| 2015 | VisitFlorida.com Racing           | Michael Valiante Richard Westbrook               | Coyote Corvette DP      | P      | 734  | 3º             | 3º          |
| 2016 | Corvette Racing                   | Antonio García Jan Magnussen                     | Chevrolet Corvette C7.R | GTLM   | 722  | 2º             | 8º          |
| 2017 | Corvette Racing                   | Antonio García Jan Magnussen                     | Chevrolet Corvette C7.R | GTLM   | 652  | 4º             | 8º          |
| 2018 | Corvette Racing                   | Antonio García Jan Magnussen                     | Chevrolet Corvette C7.R | GTLM   | 781  | 3º             | 13º         |
| 2019 | Corvette Racing                   | Antonio García Jan Magnussen                     | Chevrolet Corvette C7.R | GTLM   | 563  | 6º             | 16º         |
| 2021 | Ally Cadillac Racing              | Jimmie Johnson Kamui Kobayashi Simon Pagenaud    | Cadillac DPi-V.R        | DPi    | 807  | 2º             | 2º          |
| 2022 | Ally Cadillac Racing              | Jimmie Johnson Kamui Kobayashi José María López  | Cadillac DPI-V.R        | DPi    | 739  | 5º             | 11º         |

### Risultati DTM
| Anno | Team                    | Vettura            | 1       | 2       | 3      | 4       | 5       | 6       | 7       | 8       | 9      | 10      | 11     | 12     | 13      | 14     | 15      | 16     | 17    | 18     | 19    | 20     | Punti | Pos. |
| ---- | ----------------------- | ------------------ | ------- | ------- | ------ | ------- | ------- | ------- | ------- | ------- | ------ | ------- | ------ | ------ | ------- | ------ | ------- | ------ | ----- | ------ | ----- | ------ | ----- | ---- |
| 2007 | Team Rosberg            | Audi A4 DTM        | HOC 12  | OSC 3   | LAU 13 | BRH Rit | NOR 13  | MUG 6   | ZAN 10  | NÜR 17  | CAT 7† | HOC DSQ |        |        |         |        |         |        |       |        |       |        | 11    | 12º  |
| 2008 | Team Rosberg            | Audi A4 DTM        | HOC 10  | OSC 7   | MUG 14 | LAU 9   | NOR 13  | ZAN 10  | NÜR 15  | BRH 13  | CAT 5  | BUG 9   | HOC 9  |        |         |        |         |        |       |        |       |        | 6     | 11º  |
| 2009 | Team Rosberg            | Audi A4 DTM        | HOC Rit | LAU 7   | NOR 9  | ZAN 12† | OSC 13  | NÜR 10  | BRH 7   | CAT 12  | DIJ 13 | HOC 9   |        |        |         |        |         |        |       |        |       |        | 4     | 14º  |
| 2010 | Team Phoenix            | Audi A4 DTM        | HOC 5   | VAL 6   | LAU 4  | NOR 12  | NÜR 9   | ZAN 13  | BRH 9   | OSC 5   | HOC 3  | ADR 16  | SHA 12 |        |         |        |         |        |       |        |       |        | 22    | 7º   |
| 2011 | Abt Sportsline          | Audi A4 DTM        | HOC 11  | ZAN 1   | SPL 5  | LAU     | NOR 14  | NÜR 3   | BRH 6   | OSC 6   | VAL 9  | HOC 4   |        |        |         |        |         |        |       |        |       |        | 31    | 6º   |
| 2012 | Phoenix Racing          | Audi A5 DTM        | HOC 5   | LAU 13  | BRH 3  | SPL 7   | NOR 6   | NÜR 5   | ZAN 2   | OSC 6   | VAL 5  | HOC Rit |        |        |         |        |         |        |       |        |       |        | 85    | 4º   |
| 2013 | Phoenix Racing          | Audi RS5 DTM       | HOC 8   | BRH 1   | SPL 4  | LAU 2   | NOR 5   | MSC 1   | NÜR 4   | OSC 2   | ZAN 2  | HOC 16  |        |        |         |        |         |        |       |        |       |        | 142   | 1º   |
| 2014 | Audi Sport Team Phoenix | Audi RS5 DTM       | HOC 4   | OSC 2   | HUN 10 | NOR 8   | MSC Rit | SPL 13  | NÜR 2   | LAU 10  | ZAN 15 | HOC 2   |        |        |         |        |         |        |       |        |       |        | 72    | 3º   |
| 2015 | Audi Sport Team Phoenix | Audi RS5 DTM       | HOC 5   | HOC 6   | LAU 9  | LAU 10  | NOR 14  | NOR Rit | ZAN 8   | ZAN 11  | SPL 8  | SPL 4   | MSC 10 | MSC 1  | OSC Rit | OSC 19 | NÜR 11  | NÜR 7  | HOC 5 | HOC 15 |       |        | 83    | 10º  |
| 2016 | Audi Sport Team Phoenix | Audi RS5 DTM       | HOC Rit | HOC 10  | SPL 12 | SPL 8   | LAU 19  | LAU 17  | NOR 18  | NOR DSQ | ZAN 14 | ZAN 15  | MSC 16 | MSC 15 | NÜR 14  | NÜR 12 | HUN 4   | HUN 8  | HOC 5 | HOC 11 |       |        | 31    | 19º  |
| 2017 | Audi Sport Team Phoenix | Audi RS5 DTM       | HOC 3   | HOC 7   | LAU 5  | LAU 5   | HUN 4   | HUN 10  | NOR 13  | NOR Rit | MSC 2  | MSC 12  | ZAN 4  | ZAN 1  | NÜR 14  | NÜR 17 | SPL 7   | SPL 2  | HOC 2 | HOC 3  |       |        | 167   | 4º   |
| 2018 | Audi Sport Team Phoenix | Audi RS5 DTM       | HOC 4   | HOC 2   | LAU 11 | LAU 8   | HUN 11  | HUN 4   | NOR 15  | NOR 16  | ZAN 15 | ZAN 16  | BRH 10 | BRH 6  | MIS 10  | MIS 9  | NÜR 6   | NÜR 13 | SPL 2 | SPL 8  | HOC 6 | HOC 11 | 87    | 11º  |
| 2019 | Audi Sport Team Phoenix | Audi RS5 Turbo DTM | HOC 2   | HOC Rit | ZOL 5  | ZOL 4   | MIS 6   | MIS 10  | NOR Rit | NOR 3   | ASS 9  | ASS 1   | BRH 7  | BRH 6  | LAU 3   | LAU 3  | NÜR Rit | NÜR 7  | HOC 3 | HOC 2  |       |        | 182   | 4º   |
| 2020 | Audi Sport Team Phoenix | Audi RS5 Turbo DTM | SPA 4   | SPA 5   | LAU 11 | LAU 5   | LAU 6   | LAU 11  | ASS 4   | ASS 11  | NÜR 4  | NÜR 3   | NÜR 9  | NÜR 7  | ZOL 8   | ZOL 2  | ZOL Rit | ZOL 6  | HOC 6 | HOC 4  |       |        | 139   | 4º   |
| 2021 | Abt Sportsline          | Audi R8 LMS Evo    | MNZ 9   | MNZ 8   | LAU 3  | LAU 8   | ZOL 2   | ZOL 10  | NÜR 3   | NÜR Rit | RBR 5  | RBR Rit | ASS 3  | ASS 1  | HOC 3   | HOC 5  | NOR Rit | NOR 4  |       |        |       |        | 89    | 8º   |

## Palmarès
Gare d'endurance
- 2  24 Ore di Le Mans: Assoluta (2010), Classe GT2 (2005)
- 1  24 Ore di Daytona: Assoluta (2010)
- 1  24 Ore del Nürburgring: Assoluta (2006)
- 1  24 Ore di Spa: GT2005 (2005)

Campionati
- 1  Deutsche Tourenwagen Masters (DTM): (2013)
- 1  Le Mans Series: (2008)
- 1  Campionato FIA GT: (2005)
- 1  Porsche Carrera Cup tedesca: (2004)